# Neoscirula laboensis
Neoscirula laboensis är en spindeldjursart som beskrevs av Corpuz-Raros 2007. Neoscirula laboensis ingår i släktet Neoscirula och familjen Cunaxidae. Inga underarter finns listade i Catalogue of Life.